# 380e régiment d'artillerie
Le 380e régiment d'artillerie (380e RA) est un régiment d'artillerie de l'Armée de terre française au début de la Seconde Guerre mondiale. Créé en Algérie fin 1939, il opère en Tunisie avec la 180e division d'infanterie d'Afrique en 1940.

## Historique
Le régiment est formé à Blida le 15 novembre 1939 à partir des Iers groupes des 385e et 386e régiments d'artillerie d'Afrique. Appelé 380e régiment d'artillerie d'Afrique (380e RAA) ou 380e régiment d'artillerie portée (380e RAP), il compte deux groupes de canons de 75 portés et un groupe de canons de 155 C,.
Régiment d'artillerie de la 180e DIA, il rejoint la Tunisie en janvier 1940 et est mis à la disposition de la région fortifiée du Sud-tunisien (ligne Mareth), en position face à la Libye italienne.
Il est dissous en août 1940.

## Chef de corps
Le régiment est commandé par le lieutenant-colonel Reynier.

## Insigne
Le régiment a fait réaliser un insigne par l'entreprise Drago : un éléphant d'Afrique portant un tube de canon, dans une roue dentée (symbole de la motorisation).